# Ferdinand Ochsenheimer
Ferdinand Ochsenheimer est un acteur et naturaliste allemand, né le 17 mars 1767 à Mayence et mort le 2 novembre 1822 à Vienne.

## Biographie
Il est l’auteur d’un fameux traité sur les papillons Die Schmetterlinge von Europa paru à Leipzig de 1807 à 1835 en dix volumes. Il est achevé par Georg Friedrich Treitschke (1776-1842).